# Ulrich van den Berg
Ulrich „Uli“ van den Berg (* 29. Oktober 1949; † 2. Dezember 2016 in Bonn) war ein deutscher Fußballspieler.

## Leben
Van den Berg spielte ab 1972 für vier Spielzeiten mit dem FC Schalke 04 in der Bundesliga. Während seiner Zeit beim FC Schalke 04 absolvierte er 60 Bundesligaspiele, in denen er insgesamt vier Tore erzielte, sechs Partien im DFB-Pokal mit drei Toren sowie drei Europa-Pokal-Spiele. Nachdem er unter Trainer Ivica Horvat ab der Saison 1972/73 zunächst rasch zum Stammspieler beim damaligen Vizemeister ausgestiegen war – in einer Mannschaft, die durch den Bundesliga-Skandal personell dezimiert war – spielte er unter dessen Nachfolgern Max Merkel und Friedel Rausch 1975/76 nur mehr viermal in der Bundesliga.
Nach der Saison 1975/76 wechselte er zum Zweitligaaufsteiger Bonner SC. Am Ende der Saison 1976/77 hatte der BSC als 16. den Klassenerhalt knapp geschafft. Der 27-jährige van den Berg hatte mit acht Toren in 31 Spielen dazu beigetragen. Da der SC die Gehälter nicht mehr zahlen konnte, war er am 9. Juli 1977 der erste Verein im deutschen Fußball, dem die Lizenz durch den DFB entzogen wurde. Viele Spieler verließen daraufhin den Sportpark. van den Berg aber blieb bis zu seinem Karriereende 1988, mit Ausnahme einer Saison, die er beim FV Bad Honnef verbrachte. Eine Rückkehr in die 2. Bundesliga glückte nicht mehr. Als Libero wurde van den Berg mit 75 Toren in 276 Spielen, davon viele per Kopfball, Rekordtorschütze des Bonner SC. Der Verein ernannte ihn zum Ehrenspielführer.
Nach seiner Spielerlaufbahn arbeitete der für seine zurückhaltende Art bekannte van den Berg bei einem Bonner Autohaus und betätigte sich sportlich beim Tennisclub Blau-Gold und auf dem Golfplatz.
Er starb wenige Wochen nach seinem 67. Geburtstag.